# 農民運動
農民運動是涉及農業政策的社會運動。
農民運動歷史悠久，可以追溯到人類歷史上發生在世界各地眾多的農民起事。早期的農民運動通常是在封建和半封建社會下壓力的結果，並導致暴力活動。近代的農民運動減少使用暴力，符合社會運動的定義，其目標圍繞在較好的農產品價格，改善農業勞動者的工資和工作條件，提高農業生產。
政治學家安東尼·佩雷拉定義農民運動是“由農民（為大地主工作的農民或小地主）組成的社會運動，通常的目標是提高農民在一個國家或地區的生活條件”。

## 世界各地的農民運動

### 台灣
（页面存档备份，存于）

### 美國
美國農民運動